# Петър Стрезов
Петър Наумов Стрезов е български революционер, Ресенски войвода на Вътрешната македоно-одринска революционна организация.

## Биография
Петър Стрезов е роден през 1870 година в Ресен, тогава в Османската империя. Той е брат на офицерите Борис Стрезов и Славейко Стрезов. Произхождат от видната фамилия Стрезови, за която Атанас Шопов пише:
| „ | Преди години, в самото начало на българското възраждане, в Ресен са се намерили родолюбиви и влиятелни хора като Татарчеви и Стрезови, които са повели тамошните българи, градски и селски, към събуждание и развивание, към отказвание от чуждото духовно ведомство. | “ |

Занимава се с търговия и от декември 1895 година е член на първия революционен комитет на ВМОРО в Ресен заедно с Никола Ляпчев, Михаил Татарчев и Костадия Стрезов. От 1903 година е четник при Славейко Арсов, а през Илинденско-Преображенското въстание е войвода на четата от ресенското село Покървеник.
През 1941 година е избран в местното ресенско настоятелство на Илинденска организация.